# Міжнародний день кооперативів
Міжнародний день кооперативів (англ. International Day of Cooperatives, ісп. Día International de las Cooperativas, фр. la Journée internationale des coopératives) — міжнародний день ООН. Відзначається щорічно в першу суботу липня.
Мета — привернення уваги світової громадськості до кооперативів і сприяння розширенню партнерських зв'язків між міжнародним кооперативним рухом і іншими суб'єктами міжнародного права, включаючи уряди та неурядові організації на всіх рівнях.

## Історія
Проголошений Генеральною асамблеєю ООН резолюцією 47/90 від 16 грудня 1992 р. на першу суботу 1995 року на день, коли відзначалося сторіччя Міжнародного кооперативного альянсу — об'єднання організацій, що нараховують 760 мільйонів членів кооперативів у 100 країнах. Уже 1994 року Генеральна Асамблея на підставі резолюції № 49/155 від 23 грудня, зважаючи на те, що кооперативи стали одним із необхідних факторів соціально-економічного розвитку, запропонувала вже щорічно відзначати цей день.
1835 р.
В Лондоні було засновано Асоціацію всіх класів і всіх націй, яка ставила перед собою мету пропагувати кооперативні ідеї на міжнародному рівні.
1869 р.
На кооперативному конгресі Англійської кооперативної спілки здійснили нову спробу утворити міжнародну кооперативну організацію.
1867 р.
В дні Всесвітньої промислової виставки в Парижі, кооператори Англії та Франції спробували скликати перший міжнародний кооперативний конгрес, але уряд Наполеона III це заборонив.
1886 р.
На Британському кооперативному конгресі в Плімуті, представник французьких кооператорів де Буав знову закликав до створення міжнародного кооперативного центру.
1892 р.
В Лондоні міжнародна конференція друзів кооперативного виробництва, яка розглянула й схвалила проект статуту майбутньої міжнародної спілки, вирішила скликати
І конгрес у 1893 р.
Лише після домовленості, за спільною ініціативою тимчасового комітету й Кооперативної Спілки Великої Британії, 19 серпня 1895 р. в Лондоні було скликано І установчий Міжнародний кооперативний конгрес, у роботі якого взяли участь 207 представників різних кооперативних організацій з Австралії, Австро-Угорщини, Англії, Бельгії, Голландії, Данії,' Італії, Сербії, США, Франції, Швейцарії та спостерігачі з деяких інших країн (Аргентини, Індії, Німеччини, Росії та ін.).
Порядок денний І Конгресу охоплював такі питання:
- 1. Заснування Міжнародного кооперативного альянсу.
- 2. Організація міжнародних торговельних зв'язків між кооперативними організаціями.
- 3. Кооперативне виробництво.
- 4. Кооперативна банківська справа.
- 5. Споживча й сільськогосподарська кооперація.

1896 р.
II конгрес Міжнародного кооперативного альянсу відбувся 28 жовтня 1896 р. в Парижі. Він прийняв Статут МКА. В цьому документі сформулювали цілі, принципи та методи діяльності Альянсу: форми й порядок зв'язків з національними організаціями, терміни скликання конгресів Альянсу, норми представництва в його центральних органах, розміри членських внесків, характер діяльності Центрального комітету Альянсу та його бюро.
II конгрес обрав Центральний комітет у складі 37 осіб і Бюро (адміністрацію) на чолі з директором, затвердив прапор і робочу мову Альянсу, рекомендував оголосити в усіх країнах один день у році днем кооперації.
1923 р.
Щорічно в першу суботу липня святкується Міжнародний день кооперації. З часом Міжнародний день кооперації почав проводитися практично в усіх країнах і перетворився на всесвітнє свято кооператорів.
1900 р.
В Парижі проходив IV конгрес МКА, на якому відбувся розкол у кооперативному рухові: в ньому виділилися дві течії. Першу очолювали бельгійські кооператори-соціалісти
1921 р.
Після X конгресу МКА в Базелі. Тоді було визнано представництво російської Центроспілки в МКА. Конгреси відігравали й відіграють важливу роль у консолідації міжнародного кооперативного руху.
1914 р.
Коли почалася перша світова війна, діяльність Альянсу припинилася. Тільки через 8 років, після тривалого підготовчого періоду, в Базелі (Швейцарія) було скликано відомий X конгрес МКА.
1937 р.
XIV конгресі МКА в Лондоні в 1934 р.
1937 р.
XV конгресі МКА в Парижі, в зв'язку з фашистським путчем в Іспанії Альянс знову розглядав питання про ставлення кооперативного руху до фашизму
1940 р.
Замість 1940 р., черговий конгрес МКА відбувся лише в 1946
1966 р.
На XXIII конгресі МКА, що відбувся в Відні, виробили нові принципи МКА.
1972 р.
В жовтні 1972 р. в Варшаві проходив ХХУ конгрес МКА, який ліквідував категорію членів-кореспондентів, запровадив демократичнішу систему сплати членських внесків і представництва.
Январь 1972 р.
МКА объединял кооперативные организации 64 стран с общим числом членов 270 млн человек.
1976 р.
Відбулася ще одна важлива подія з історії МКА: було впроваджено єдине членство для всіх кооперативних організацій-членів. Делегат кожної організації міг мати лише один голос, незалежно від кількості внесених паїв-внесків.
1992 р.
27-30 жовтня 1992 р. в Токіо відбувся XXX конгрес МКА, в якому брала участь і делегація споживчої кооперації України. ХХХІ конгрес вирішили провести в 1995 р. в Англії, в Манчестері. Цей форум присвячуватиметься століттю МКА. \
Серед найважливіших питань, що виносилися на обговорення XXX конгресу, був звіт про діяльність МКА. Доповіді з цього питання зробили Президент конгресу Ларс Маркус та директор конгресу Брюс Тордарсон.
1921 р.
З 1921 по 1966 р. діяла Міжнародна кооперативна жіноча гільдія, яка в 1921 р. об'єднала 27 млн жінок-кооператорів з 20 країн. Ця жіноча кооперативна організація була самостійною й незалежною: вона скликала свої конгреси й мала свої керівні органи.
1966 р.
Ввійшла до МКА як Жіноча кооперативна консультативна рада
1974 р.
Центральний комітет МКА ухвалив рішення надати представн
1980 р.
Відбулася конференція жінок-кооператорів на тему «Жінки і праця в кооперативному рухові»
Міжнародний день кооперативів щороку має певну основну тематику:
- 2006 — Кооперативи на службі світобудівництва;
- 2008 — Протидія зміні клімату через кооперативний рух;
- 2009 — Стимулювання світової економіки за допомогою кооперативів.

## Привітання
- Послання Генерального секретаря ООН з нагоди Міжнародного дня кооперативів, 4 липня 2009 року (рос.)